# 25152 Toplis
25152 Toplis è un asteroide della fascia principale. Scoperto nel 1998, presenta un'orbita caratterizzata da un semiasse maggiore pari a 2,7630514 UA e da un'eccentricità di 0,0839613, inclinata di 8,84750° rispetto all'eclittica.